# あんまき

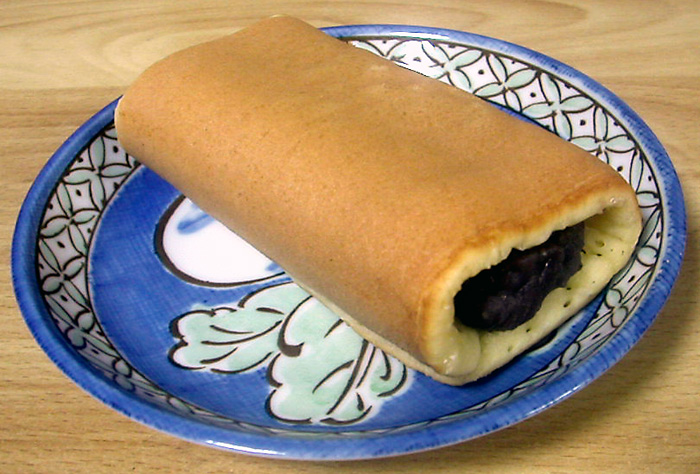
藤田屋の「大あんまき」

あんまきまたはあん巻きは、練った小麦粉を薄く焼いた生地で餡を巻いた和菓子。愛知県知立市の名物で特産品として認識されているが、類似した形状の菓子は現在では全国的にみられる。

## 歴史
発祥時期は一説によると江戸時代。現在の知立市にあたる当時の池鯉鮒宿付近では水が少ないため稲作に適さず、古くから麦や小豆が栽培されていたため小麦粉を用いた食事が定着していた。江戸時代中期ごろに小麦粉と小倉餡を用いた菓子が考案され、東海道を往来する旅人によって短期間のうちの広く知れ渡り、大名へ献上される地元の銘菓へとなっていった。
この菓子を原型として、1888年（明治22年）に知立神社参道の茶店から和菓子屋に転じた小松屋本家が現在のあんまきの形状を確立させたとされる。現在の半田市出身の童話作家・新美南吉の『牛をつないだ椿の木』には、日露戦争直前の半田市近郊の農村で、人力車曳きたちが駄菓子屋で「焼きたての大餡巻」を連れ立って食べる場面がある。1955年（昭和30年）頃まで知立古城の周囲には小松屋本家を含めて4軒のあんまき店があり、知立市全体でも2001年（平成13年）時点で5軒から6軒のあんまき店があったとされるが、2014年（平成26年）時点で現存するのは小松屋本家と藤田屋のみである。
知立市以外では岐阜県多治見市の茶屋木曽馬も販売し、いったん生産を中止していたが、2020年代に「あんまき」を復活させている。

## あんまきに関連するキャラクター
ちりゅっぴ
知立市のご当地キャラクター。あんまきポーチをもっている。2017年ゆるキャラグランプリで準グランプリを獲得。
あん巻き太郎
愛知県豊橋市の和菓子店・お亀堂の販促用マスコットキャラクター。あんまきをモチーフにしている。